# Zeta d'Aquari
Zeta d'Aquari (ζ Aquarii) és una estrella binària, l'estrella central a "la Gerra d'Aigua", asterisme a la constel·lació d'Aquari. Està aproximadament a 103 anys llum de la Terra.
El component més brillant, ζ² Aquarii, és una groga-blanca del tipus F, és una nana de la seqüència principal amb una magnitud aparent de +4,42. La seva companya, ζ¹ Aquarii, és una groga-blanca subgegant del tipus F amb una magnitud aparent de +4,59. El fet que el seu esclat sigui tan parell fa que es puguin mesurar i resoldre molt fàcilment. El sistema binari té una magnitud combinada de +3,65. Les dues estrelles estan separades 1,67 segons d'arc i tenen un període orbital de 760 anys.
Christian Mayer, director del Mannheim Observatory, és considerat com el primer astrònom que va observar que Zeta d'Aquari era doble. Ho va fer el 1777. Alguns anys més tard William Herschel també descobrí aquesta dualitat.
Zeta d'Aquari ha estat observada només durant la meitat d'una de les seves òrbites; per tant, la forma d'aquesta òrbita, i per tant, el període orbital, resten indeterminats. D'acord amb els darrers càlculs orbitals de Martin Gaskell fets el 1968, el període orbital seria de 856 anys. (Aquesta informació fou catalogada per Norton l'any 2000).
La distància més llarga en l'òrbita el·líptica de dos components, que pareix ser en el sentit de les manetes del rellotge, és aproximadament quatre vegades més gran que la seva distància més pròxima, que és aproximadament con la distància del Sol a Plutó.
Les estrelles tenen actualment una efemèride d'uns 2,5". Extrapolant es pot calcular que al final del segle XXIII, les estrelles estaran separades 6,4". El moviment per any és molt lent, de totes maneres.
Les dues components foren etiquetades simplement com a estrella A i estrella B, i tenen una massa d'1,1 masses solars i 0,9 masses solars, respectivament. Malgrat la similitud en massa, aquestes estrelles són unes set vegades més lluminoses que el nostre sol, la qual cosa significa que són més evolucionades. La interpretació espectroscòpia d'ambdues estrelles les classifica com a subgegants. Això suposa la predicció que l'hidrogen dels seus nuclis s'ha exhaurit i que estan esdevenint gegants vermelles.
S'ha postulat que hi ha un tercer component orbitant l'estrella B amb un període de 25,5 anys. Però és possible que sigui una interpretació pel cim dels residuals, tal com ha estat el cas d'altres tercers components percebuts en altres sistemes binaris. Aquests terciaris tenen una lluminositat massa baixa per ser vists directament. El terciari que s'ha especulat existeix al sistema Zeta d'Aquari té, segons diuen, una massa de 0,28 masses solars i és probablement una nana vermella o blanca. Està localitzada a 9 unitats astronòmiques de l'estrella B, la mateixa distància de Saturn al nostre Sol.